# Główny marszałek wojsk pancernych
Główny marszałek wojsk pancernych (ros. главный маршал бронетанковых войск) – najwyższy stopień wojskowy w Armii Czerwonej, Armii Radzieckiej i Siłach Zbrojnych Federacji Rosyjskiej, (za wyjątkiem stopnia generalissimus) równorzędny ze stopniem marszałka Związku Radzieckiego, a powyżej stopnia marszałek wojsk pancernych.
Nadawany marszałkom wojsk pancernych jak i pozostałym marszałkom rodzajów wojsk i sił oraz wojsk specjalnych (marszałkom artylerii, lotnictwa, wojsk inżynieryjnych i wojsk łączności); wprowadzony 9 października 1943. 
Tytuł głównego marszałka lotnictwa istnieje również w Wielkiej Brytanii.

## Główni marszałkowie wojsk pancernych
- Pawieł Rotmistrow (28 kwietnia 1962);
- Amazasp Babadżanian (29 kwietnia 1975).